# Elecciones generales de San Cristóbal y Nieves de 1993
Elecciones generales tuvieron lugar en San Cristóbal y Nieves el 29 de noviembre de 1993. Ningún partido ganó una mayoría, y aunque el Partido Laborista de San Cristóbal y Nieves recibió la mayoría de los votos, el Movimiento de Acción Popular se mantuvo en el poder. La participación electoral fue de 64,4%.

## Resultados
| Partido                                     | Votos  | %    | Escaños | +/-   |
| ------------------------------------------- | ------ | ---- | ------- | ----- |
| Partido Laborista de San Cristóbal y Nieves | 8 405  | 43,8 | 4       | +2    |
| Movimiento de Acción Popular                | 6 449  | 33,6 | 4       | -2    |
| Movimiento de los Ciudadanos Responsables   | 2 100  | 10,9 | 2       | +1    |
| Partido Reformista de Nieves                | 1 641  | 8,5  | 1       | -1    |
| Partido Popular Unido                       | 605    | 3,1  | 0       | Nuevo |
| Independientes                              | 1      | 0,0  | 0       | Nuevo |
| Votos blancos/nulos                         | 55     | –    | –       | –     |
| Total                                       | 19 256 | 100  | 11      | 0     |
| Fuente: Nohlen                              |        |      |         |       |